# Semidesert

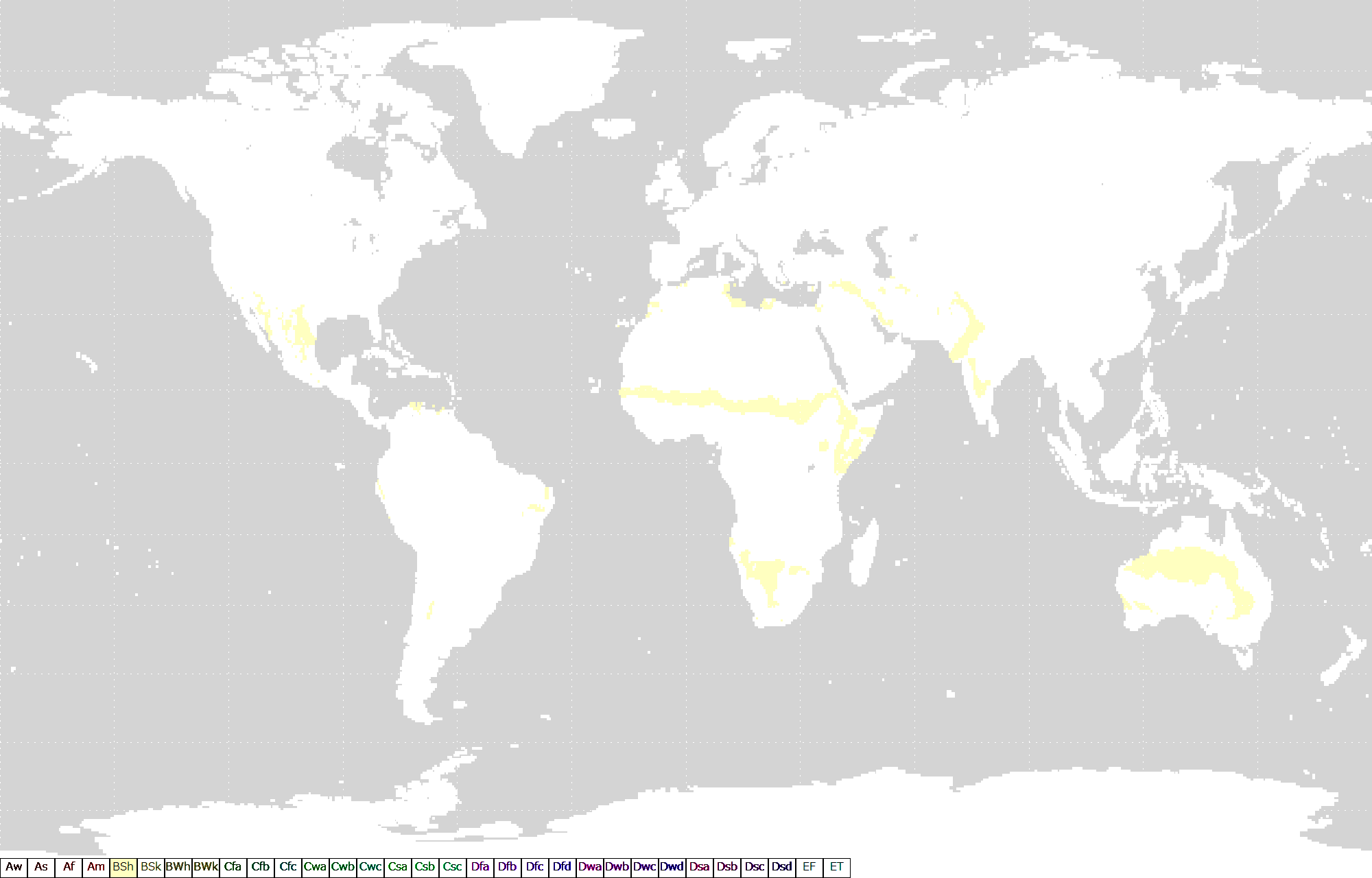
Zones semidesèrtiques càlides del món

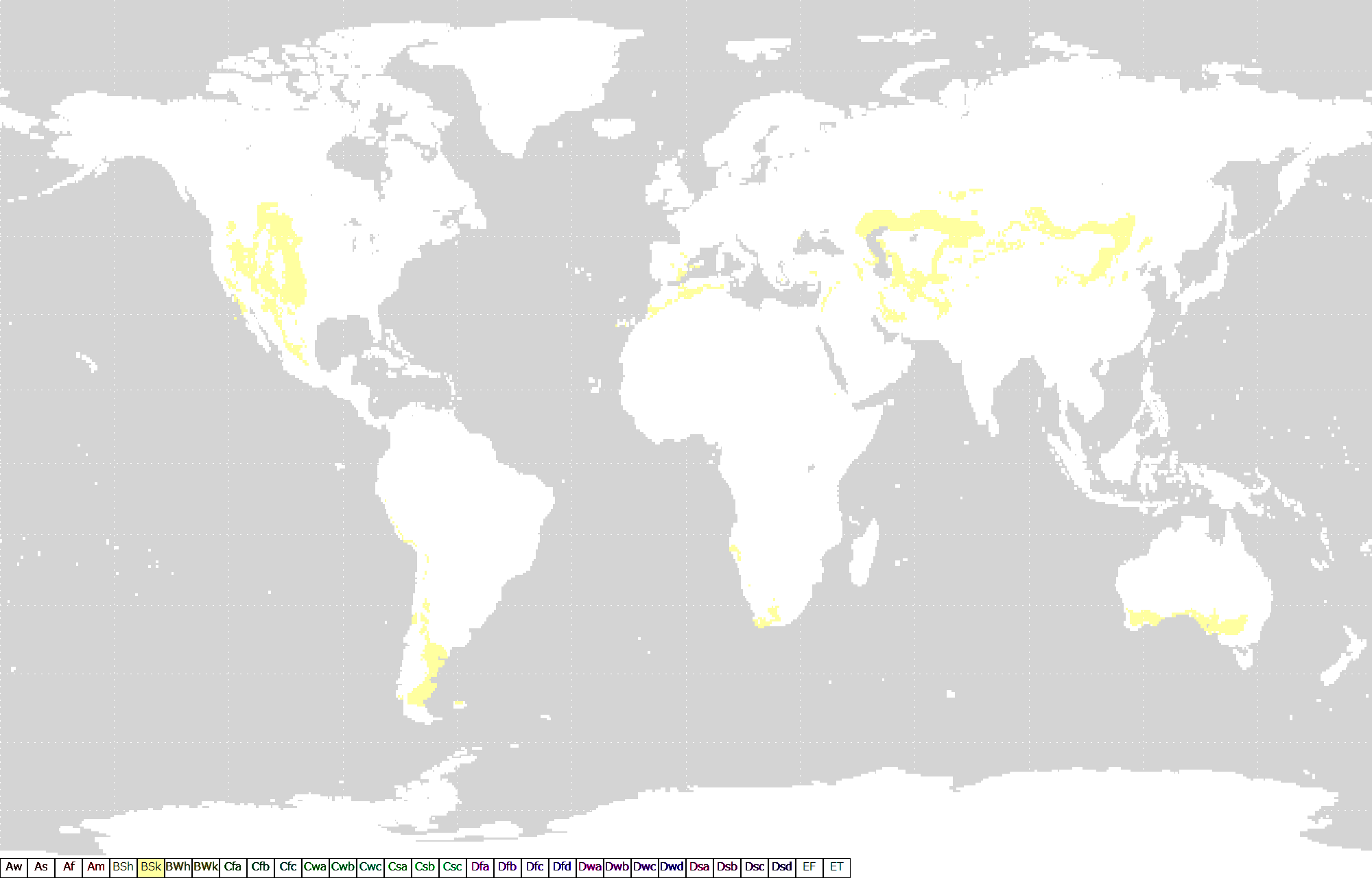
Zones semidesèrtiques fredes del món

Un semidesert, zona semiàrida o clima d'estepa és una zona climàtica que a, grans trets, rep menys de 200 a 400 litres de precipitació anual. Una definició més precisa, la proporciona la classificació climàtica de Köppen amb el tractament dels climes d'estepa (BSk i BSh) com intermedis entre els climes de desert (BW) i els humits. Segons la classificació de Köppen, també entren com a semiàrides part de les zones boscoses seques del Canadà i Sibèria. El clima d'estepa de la praderia de les regions de la Terra de latitud mitjana correspon segons la classificació de Köppen al BSK.

## Distribució geogràfica
Aquest tipus de clima es localitza a l'interior dels continents dins del cinturó de vents de l'oest, però per la seva situació continental no recullen prou precipitació i, per tant, el paisatge pràcticament és sense arbres. Les estepes de l'hemisferi sud s'ubiquen als marges sud-est dels continents i, per això, tenen un clima més moderat que les de l'hemisferi nord, ja que tenen més influència del mar.
Les praderies d'Euràsia reben el nom d'estepes; s'estenen al llarg de 3.200 km des del litoral del mar Negre fins al massís de l'Altai. La seva continuïtat queda interrompuda en pocs llocs per terres altes. També hi ha superfícies aïllades d'estepa a Hongria (la Pustaz) i a les planes de Manxúria. Al Canadà i als Estats Units, les estepes es coneixen amb el nom local de prairies i s'estenen des de les muntanyes Rocoses (a l'oest) fins al bioma del bosc temperat caducifoli a l'est.
A l'hemisferi sud, hi ha les pampes de l'Argentina i l'Uruguai i el bush veld i high veld d'Àfrica del Sud, mentre que es donen també estepes a la conca del Murray-Darling del sud-est d'Austràlia i les Canterbury grasslands de Nova Zelanda.

## Temperatura
El clima d'estepa és un clima continental, en què estan ben marcades les temperatures extremes de l'hivern i l'estiu, i són, com s'ha dit, més moderades en l'hemisferi sud. Els estius són calents, amb temperatures mitjanes al juliol per sobre dels 20 °C a Winnipeg, Canadà, per exemple, i per sobre dels 22 °C al gener (estiu austral) a Pretòria, a Sud-àfrica. L'hivern és molt fred, amb -20 °C a Winnipeg. Les temperatures mitjanes de gener per a Taixkent i Semei són, respectivament, 0 °C i -12 °C. A l'hemisferi sud, el mes més fred oscil·la entre 1 °C i -12 °C. El clima d'estepa es caracteritza per la gran oscil·lació de la temperatura anual (de 40 °C a Winnipeg) que, un cop més, és molt més reduïda a l'hemisferi sud, amb de -10 a 12 °C d'oscil·lació entre el mes més fred i el més càlid.

## Precipitacions
Es troben en un marge que va dels 250 als 750 litres. A l'hemisferi nord, la precipitació de l'hivern cau en forma de neu i l'estepa queda coberta d'una capa de neu 4 o 5 mesos. La major part de la precipitació cau a l'estiu.

## Biomes semiàrids
Exemples de biomes semiàrids:
- Austràlia: una gran part de l'Outback, al voltant del desert central amb:[3]
  - Serralada MacDonnell, incloent-hi Alice Springs.
  - Kimberley (Austràlia Occidental), incloent-hi Broome.
  - Part central de Goldfields-Esperance, incloent-hi Kalgoorlie-Boulder.
  - Oest de Pilbara, incloent-hi Karratha.
  - Est de Riverland, nord de The Mallee i Sunraysia, incloent-hi Mildura.
  - Regions centrals de Queensland, incloent-hi Mount Isa.
  - Part litoral de Far North, Austràlia del sud, incloent-hi Port Augusta.
- Brasil: Sertão o Caatinga.
- Carib: les illes de Sotavent.
- Canadà: 
  - La part sud de la praderia, incloent-hi el sud d'Alberta, sud de Saskatchewan i extrem sud de Manitoba;
  - Parts de la Colúmbia Britànica interior, incloent-hi l'altiplà Cariboo i la Okanagan Valley.
- Israel: (Batha) a Shfela.
- Kazakhstan: l'estepa.
- Àfrica del Nord: la regió de l'Atles del Tell i l'Atles saharià; i el Sahel africà al sud del Sàhara.
- La major part del Pakistan.
- Àfrica del Sud: el Karoo i Kalahari, també les vores del desert de Namib.
- Espanya: la majoria de les illes Canàries i el sud-est peninsular: províncies d'Alacant, Almeria i Múrcia.
- Estats Units: gran part de l'oest interior: Dakota del Nord, Dakota del Sud, Nebraska, Kansas, Oklahoma, Texas, Nou Mèxic, Colorado, Montana, Wyoming, Utah, Arizona, Nevada, Idaho, Califòrnia, Oregon, el High Desert (Oregon), Washington.
- Turquia: l'estepa de l'Anatòlia.
- Veneçuela: al nord, Zulia i Falcón.
- Vietnam: litoral Ninh Thuan i Binh Thuan.